# Богдановка (Акбулакский район)
Богдановка — упразднённый в 1998 году посёлок в Акбулакском районе Оренбургской области России. Входил в состав Новогригорьевского сельсовета.

## География
Богдановка находилось в южной части региона, в подзоне южных сухих степей, на реке Ащибутак, примерно в 2 км от северной окраины посёлка Новогригорьевка, административного центра поселения.
Абсолютная высота — 153 метра над уровнем моря.

## Климат
Климат характеризуется как сухой континентальный с морозной зимой и жарким летом. Средняя температура воздуха самого тёплого месяца (июля) — 20 — 25 °C; самого холодного (января) — −15 — −20 °C. Среднегодовое количество атмосферных осадков составляет 250—280 мм. Снежный покров держится в среднем около 139—140 дней в году.

## История
Упразднён в 1998 году Распоряжением Губернатора Оренбургской области от 26 октября 1998 года № 1001-р..